# خواكين سولانو
خواكين سولانو (بالإسبانية: Joaquín Solano Chagoya)‏ هو عسكري مكسيكي، ولد في 2 يونيو 1913، وتوفي في 15 فبراير 2003.

## وصلات خارجية
- خواكين سولانو على موقع أوليمبيديا (الإنجليزية)